# Martin Sörös
Martin Sörös (* 1991 in Heidenheim) ist ein deutscher Jazzmusiker (Piano, Keyboard, Komposition).

## Leben und Wirken
Sörös wurde durch seine Eltern musikalisch geprägt. Zwischen 2009 und 2011 war er Mitglied des Landesjugendjazzorchesters Baden-Württemberg, mit dem er auch international auftrat. Von 2010 bis 2014 studierte er bei Martin Schrack, Klaus Graf und Steffen Schorn an der Hochschule für Musik Nürnberg. Anschließend absolvierte er bis 2017 sein Master-Studium an der Hochschule für Musik und Darstellende Kunst Stuttgart.
Sörös gehört seit 2013 zum Quartett von Jan Prax. 2017 gründete er sein eigenes Projekt Dr. Syros; er veröffentlichte 2018 sein Debütalbum „Joint Practice“.

## Preise und Auszeichnungen
Mit dem Jan Prax Quartett gewann er im Frühling 2014 den Sparda Jazz Award 2014, den Czech Jazz Contest 2014, den 2. Preis beim 1. Hansjürg Hensler Wettbewerb sowie den 3. Platz bei der New York Jazz Competition. 2016 gewann er den Yamaha Jazz Piano Wettbewerb; als Solist erhielt er den 1. Preis (2013) und 3. Preis (2012) beim Bruno-Rother-Wettbewerb.

## Diskographische Hinweise
- Jan Prax Quartett: Keepin' a Style Alive (Act 2015, mit Tilman Oberbeck, Michael Mischl)
- Claudia Vorbach: Is There A Time? (2017, mit Axel Kühn, Felix Schrack)
- Dr. Syros: Joint Practice (Challenge 2018, mit Julian Hesse, Sebastian Schuster, Daniel Mudrack)